# Gilberto Occhi
Gilberto Magalhães Occhi (Ubá, 24 de julio de 1958) es un abogado brasileño, que se desempeñó como ministro de ciudades y de integración nacional en el gobierno de Dilma Rousseff, después de trabajar en la Caixa Econômica Federal. El 1 de junio de 2016, fue nombrado presidente de dicha entidad, ocupando el cargo hasta el 1 de abril de 2018, cuando fue designado ministro de salud por Michel Temer.

## Biografía
Estudió derecho y tiene posgrados en finanzas y mercado financiero, gestión empresarial y comercio exterior. En 1980 comenzó a trabajar en la Caixa Econômica Federal, desempeñándose como gerente de mercado en Espírito Santo, superintendente regional en Sergipe y Alagoas, y superintendente nacional de la región Nordeste.
El 29 de diciembre de 2014, fue confirmado como ministro de Integración Nacional del segundo gobierno de Dilma Rousseff. El 13 de abril de 2016, entregó renunció del cargo, después de que la bancada de su partido, Progresistas, decidiera apoyar el proceso de destitución de Rousseff.
En octubre de 2017, el ministro de hacienda, Henrique Meirelles y Occhi discutieron la reforma del estatuto de la Caixa Económica. La reunión tuvo como tema central la aprobación del nuevo estatuto del banco.
En octubre de 2017, fue citado a la declaración del operador financiero Lúcio Funaro ante la Procuraduría General de la República (PGR). En su testimonio, Funaro indicó que Occhi tenía, en la época en que ocupaba la vicepresidencia de la Caixa Económica, una «meta mensual» de coimas para distribuir a políticos del Partido Progresista. Occhi desmintió las declaraciones de Funaro.